# Monica Bellucci
Pour les articles homonymes, voir Bellucci.
Monica Bellucci [ˈmɔːnika belˈlutt͡ʃi], née le 30 septembre 1964 à Città di Castello (Ombrie, Italie), est une actrice et mannequin italienne. Après plusieurs années passées dans le mannequinat, défilant pour Dolce & Gabbana, Cartier et Dior, elle se tourne vers le cinéma italien, américain et français. 
Bellucci fait ses débuts au cinéma en tête d'affiche de la comédie dramatique italienne La riffa (1991) de Francesco Laudadio où elle joue une veuve qui doit vendre ses biens pour éponger les dettes de son ex-mari. Elle a un petit rôle dans Dracula (1992) de Francis Ford Coppola, puis un rôle principal dans Briganti: Amore e libertà (1994) qui se déroule au royaume des Deux-Siciles en 1838 et dans I mitici: Colpo gobbo a Milano (1994), un film de casse de Carlo Vanzina. Son rôle principal dans L'Appartement (1996) de Gilles Mimouni, lui vaut une nomination au César du meilleur espoir féminin. Elle retrouve Vincent Cassel sur le tournage du film d'action Dobermann (1997) de Jan Kounen. Elle est au générique du film romantique franco-espagnol L'Heure des nuages (1998) d'Isabel Coixet, adapté de De l'amour de Stendhal.
Elle acquiert une plus grande reconnaissance internationale en incarnant Malèna Scordia dans le drame romantique italien remarqué de Giuseppe Tornatore, Malèna (2000). Elle enchaîne ensuite les superproductions françaises que sont Le Pacte des loups (2001) de Christophe Gans et Astérix et Obélix : Mission Cléopâtre (2002) d'Alain Chabat dans le rôle de Cléopâtre. Elle impressionne dans le thriller controversé et antéchronologique de Gaspar Noé, Irréversible (2002), puis elle enchaîne avec le rôle de Perséphone dans les deux suites de la saga Matrix (2003) et celui de Marie Madeleine dans La Passion du Christ (2004), écrit et réalisé par Mel Gibson. Elle revient en Europe où elle joue aux côtés de Gérard Depardieu dans la comédie de Bertrand Blier Combien tu m'aimes ? (2005) puis aux côtés de son mari Vincent Cassel dans Sheitan (2006) de Kim Chapiron.
En Italie, elle joue aux côtés de Laura Morante dans la comédie familiale Souviens-toi de moi (2003), elle côtoie Daniel Auteuil en Napoléon dans Napoléon (et moi) (2006) de Paolo Virzì, puis elle figure avec Luca Zingaretti dans le film Une histoire italienne (2008), qui évoque la fin tragique du couple d'acteurs Osvaldo Valenti - Luisa Ferida, vedettes du cinéma italien à l'époque mussolinienne. Elle est également à l'affiche des comédies populaires Leçons d'amour à l'italienne 2 (2006) ou L'Amour a ses raisons (2011) de Giovanni Veronesi, elle joue dans les films d'auteur Un été brûlant (2011) de Philippe Garrel, Les Merveilles (2014) d'Alice Rohrwacher ou L'Homme qui a vendu sa peau (2019) de la réalisatrice tunisienne Kaouther Ben Hania. Elle devient James Bond girl à 50 ans, pour le film 007 Spectre (2015) aux côtés de Daniel Craig et Léa Seydoux et elle joue dans la comédie dramatique On the Milky Road (2017) du réalisateur serbe Emir Kusturica. En 2022, elle figure au générique de Siccità, un film dystopique qui imagine Rome ravagé par la sécheresse, et de deux adaptations de la bande dessinée Diabolik d'Angela et Luciana Giussani : Diabolik: Ginko all'attacco (2022) et Diabolik, chi sei? (2023) de Marco et Antonio Manetti. En 2023, elle rejoint les tournages de Beetlejuice Beetlejuice de Tim Burton et de Paradis Paris de Marjane Satrapi.
Elle a notamment reçu deux Globo d'oro, deux Nastro d'argento, un Prix Donostia au Festival de Saint-Sébastien et un David di Donatello de l'Accademia del cinema italiano. Elle est membre permanent de l'Académie des Oscars du cinéma et elle reçoit l'insigne de l'ordre national de la Légion d'honneur en 2016.

## Biographie

### Famille et éducation

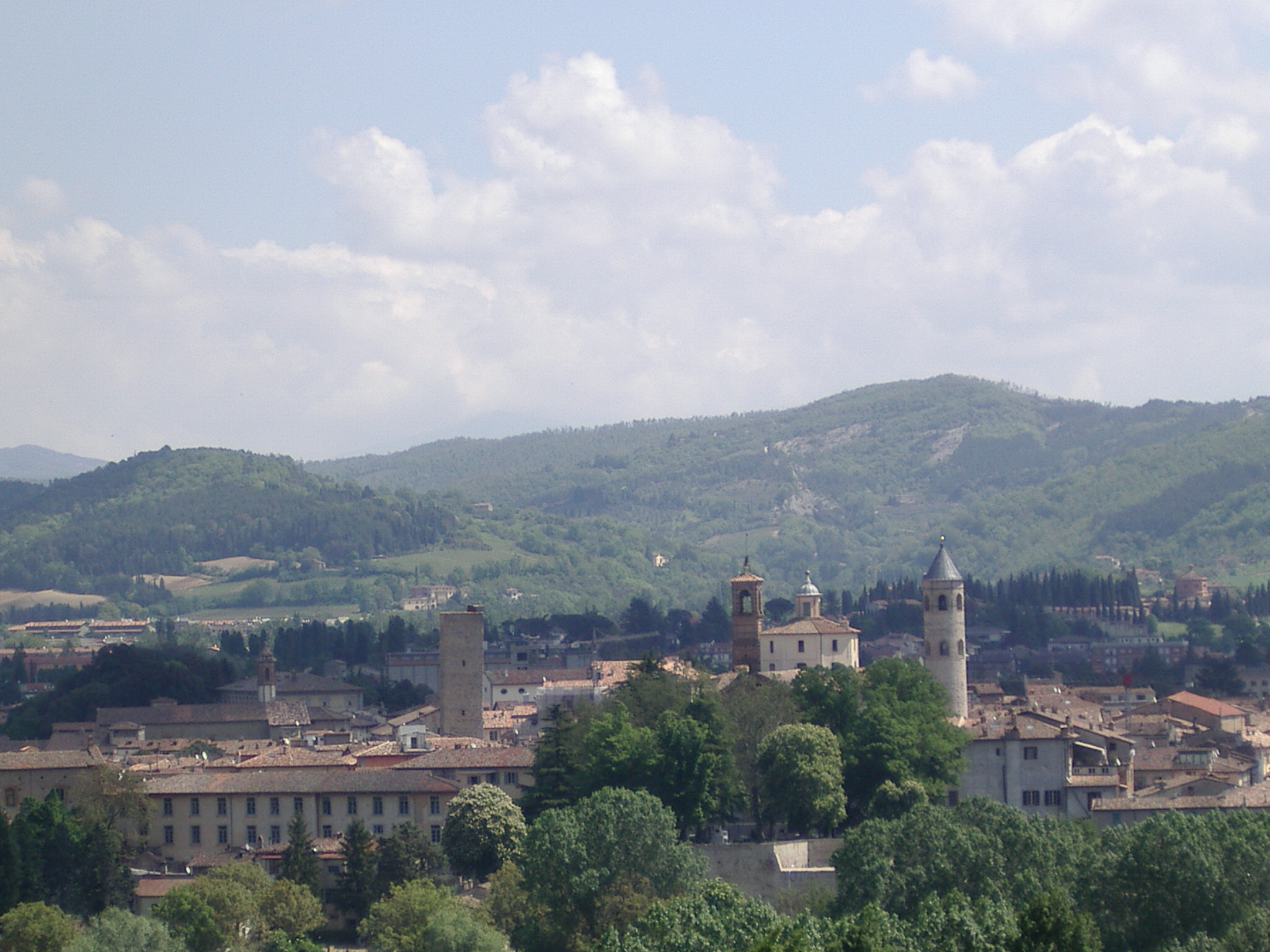
La ville de Città di Castello où est née Bellucci.

Monica Anna Maria Bellucci est née à Città di Castello, en Ombrie, le 30 septembre 1964,. Son père, Pasquale Bellucci, est propriétaire d'une entreprise de transport routier. Sa mère, Brunella Briganti, était femme au foyer et peintre amateur. Elle est leur unique enfant, ses parents n'en voulant pas d'autre,. Le colonel des carabinieri Valerio Gildoni (1969-2009) est son cousin. Monica Bellucci grandit à Lama (aujourd'hui Selci-Lama), dans la commune de San Giustino, à la périphérie de Città di Castello.
Monica Bellucci reçoit une éducation catholique. Elle est connue pour être une « enfant douée » et ses parents la décrivent comme « discrète » et « consciente de son physique avantageux », avec un intérêt croissant pour la mode. Elle était distante des autres enfants de son âge. Elle ne passait pas de temps avec eux sur la place centrale de la commune où ils traînaient et faisait régulièrement des détours pour les éviter en rentrant chez elle après l'école. Son père se souvient qu'elle se plaignait que tout le monde la dévisageait. Son père l'avait alors aidée à prendre confiance en elle. Le goût du cinéma ne cessera d'animer Bellucci, qui regarde des films de Vittorio De Sica, Federico Fellini, Roberto Rossellini, Luchino Visconti, mais aussi de Marcel Carné et Jean-Luc Godard.

### Mannequinat
Elle s'initie au mannequinat dès l'âge de 13 ans en posant pour un photographe ami de la famille à Città di Castello. Piero Montanucci, un coiffeur de Città di Castello, la croise alors qu'elle fait de l'auto-stop et la persuade de devenir son modèle. Bellucci, étudiante au liceo classico, ne passe pas inaperçue et attire les regards partout où elle va. Un ami de son père, directeur d'une agence de mode, lui demande de faire des photos de mode à l'âge de 16 ans,. Habillée par l'entrepreneuse de mode Pina Alberti, basée à Città di Castello, Bellucci a enthousiasmé la foule lors d'un défilé de mode organisé en 1983 au Teatro degli Illuminati, le théâtre municipal de la ville dans le cadre de la manifestation Momento Donna animée par Maria Giovanna Elmi. À cette époque, Montanucci est son mentor. Pendant ses études, un ami de son père lui permet de faire ses débuts sur le podium lors d'un défilé à Florence et d'un autre à Milan,. Elle commence alors à faire trois défilés par an.

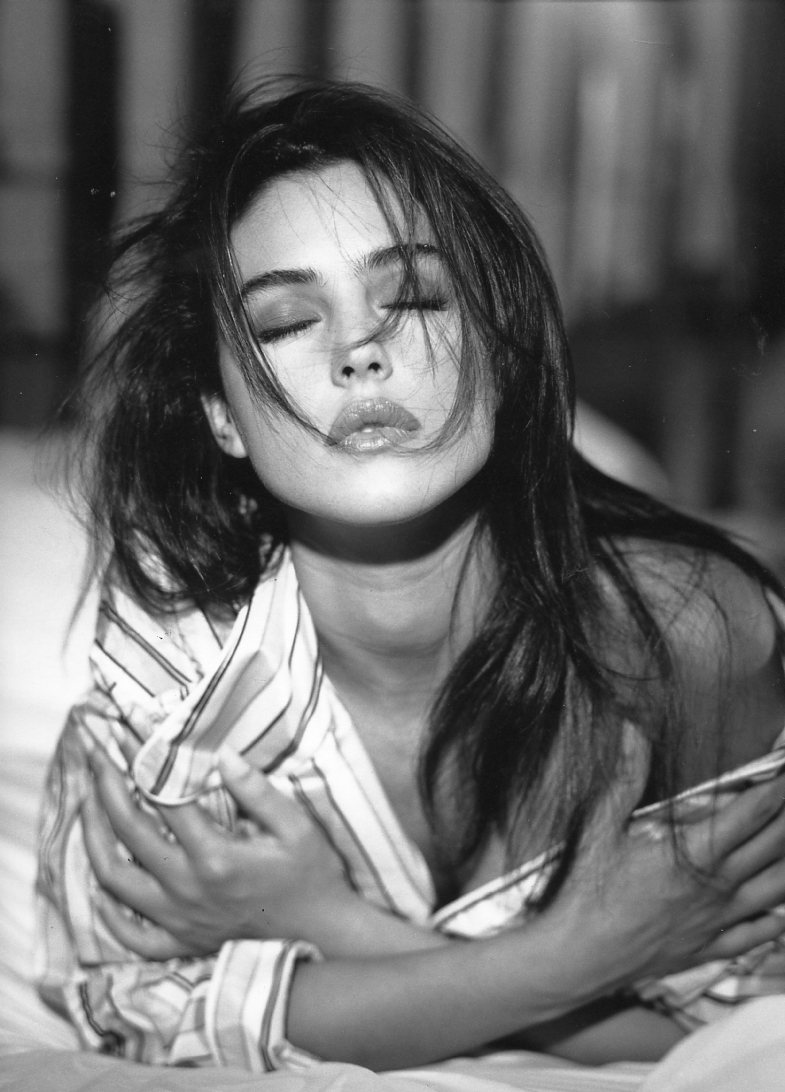
Monica Bellucci photographiée à l'Hôtel Raphael à Paris en mars 1990.

Bellucci, qui envisage de devenir avocate, étudie à l'université de Pérouse,. Elle finance ses études en travaillant comme mannequin grâce à un ami de son père. En 1988, elle fait la couverture de Vogue Espagne et de Elle France, photographiée par Oliviero Toscani,. Un ami l'encourage à postuler auprès d'agences de mannequins milanaises pendant ses études. Bellucci s'installe dans l'un des centres européens de la mode, Milan, où Elite Model Management la repère et lui fait signer un contrat en 1989,,. Son travail de mannequin pour Elite l'amène à voyager peu de temps après, et elle décide de quitter l'université en raison de ce contexte. Bellucci dira plus tard que le métier d'avocat ne lui aurait pas convenu. L'agent de mannequins Piero Piazzi assiste aux débuts de Bellucci et considère qu'elle pourrait devenir actrice. Représentée par Elite, elle apparaît dans de nombreuses campagnes publicitaires internationales, et les créateurs de la société Dolce&Gabbana, qui recherchent une beauté méditerranéenne pour incarner leur style, l'engagent jusqu'en 1990 pour qu'elle devienne leur égérie,. Bellucci est le mannequin italien que les marques de mode s'arrachent pour la faire signer. En 1989, elle vit à New York et est déjà millionnaire en dollars. Elle devient un mannequin de mode très en vue à Milan, Paris et New York,.
En 1997, elle est immortalisée par le photographe Richard Avedon dans le calendrier Pirelli. Elle a posé seins nus pour le calendrier du magazine Max (it) (1999), photographié par Fabrizio Ferri, et l'année suivante, elle a été la vedette du calendrier érotique de GQ, photographié cette fois par Gian Paolo Barbieri.
Elle a défilé pour Dolce & Gabbana, Fendi et tous les grands couturiers du monde. Elle a fait la couverture des magazines français Elle et Vogue, et a également posé pour le styliste italien Alessandro Dell'Acqua (it) et Blumarine. En 2003, toujours pour Dolce & Gabbana, elle a posé pour le parfum Sicily. En novembre 2007, elle devient égérie d'Intimissimi et joue dans le court métrage Heartango, réalisé par Gabriele Muccino. Toujours en 2007, elle devient l'égérie de Cartier pour la ligne de bijoux Délices.
En 2008, le créateur de mode John Galliano, en collaboration avec le maquilleur Tyen, a souhaité qu'elle valorise le rouge à lèvres Rouge Dior, l'un des produits phares de la maison française Dior en matière de maquillage. Elle a également été l'égérie de Dior pour la ligne de sacs et d'accessoires et, en 2010, elle a posé en Ève pour la publicité du parfum Hypnotic Poison. Toujours en 2010, l'actrice a été engagée par Martini et Dolce & Gabbana comme protagoniste d'un nouveau spot télévisé (avec une ambiance à la Fellini) pour le lancement du nouvel apéritif Martini Gold, né de la collaboration entre les deux stylistes et la marque de boissons. En 2012, toujours pour Dolce & Gabbana, elle tourne le court-métrage Three days with Monica réalisé par Leandro Manuel Emede. En 2018, elle est choisie par Nivea comme ambassadrice de leur crème de soins.

### Carrière d'actrice

#### Années 1990

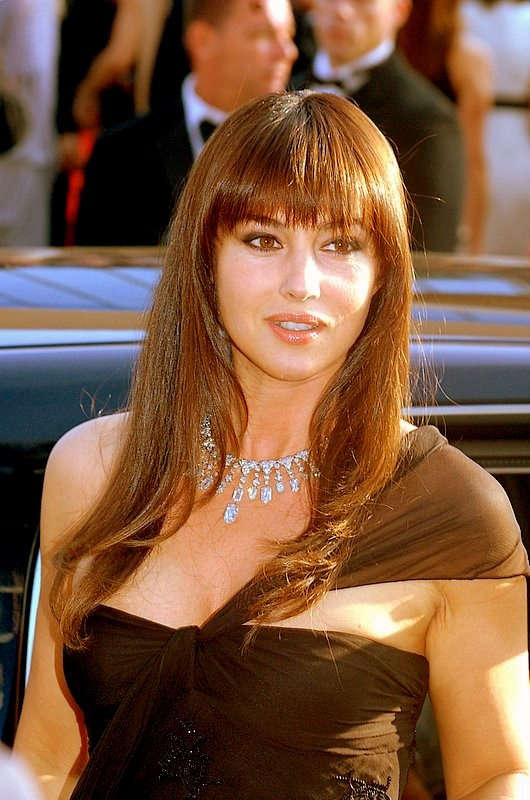
Au Festival de Cannes 2006.

Lassée par sa carrière de mannequin, Monica Bellucci commence à suivre des cours de théâtre, en espérant s'orienter vers le cinéma. Elle débute comme actrice en 1990 dans le téléfilm Vita coi figli, réalisé par le grand nom de la comédie à l'italienne Dino Risi, aux côtés de Giancarlo Giannini, Corinne Cléry et de son futur compagnon Nicola Farron (it). Bellucci et Farron formeront en effet un couple pendant six ans. L'année suivante, elle fait ses débuts au cinéma dans un rôle principal dans le film La riffa de Francesco Laudadio, avec Massimo Ghini et Giulio Scarpati ; elle y incarne une bourgeoise récemment devenue veuve qui s'aperçoit qu'elle est ruinée et doit faire une tombola pour éponger les dettes de son ex-mari. Elle est à nouveau actrice principale dans des films avec Alessandro Gassmann et Angela Finocchiaro dans Ostinato destino (dans lequel sa voix est cependant doublée). En 1992, elle apparaît pour la première fois dans un film en langue anglaise : Dracula de Bram Stoker (réalisé par Francis Ford Coppola), dans le rôle d'une des trois concubines du comte Dracula. Dans un premier temps, Roman Coppola la repère dans le magazine italien Zoom et implore son père, Francis Ford, de lui offrir un rôle dans son film. Son film suivant est Briganti: Amore e libertà, de Gianfranco Albano, où elle incarne Costanza, une jeune fille envoyée au couvent par son père en 1860 alors que le royaume bourbon des Deux-Siciles est conquis et annexé au tout nouveau royaume d'Italie. Finalement, Costanza quittera le couvent puis se refugiera aux États pontificaux non encore conquis par les troupes italiennes avant de s'embarquer pour la France où va bientôt faire rage la Commune de Paris.
Dans la comédie policière I mitici: Colpo gobbo a Milano, de Carlo Vanzina, Monica Bellucci interprète Deborah qui tente le braquage d'une bijouterie à Milan, aux côtés de Claudio Amendola. Suivent Palla di neve mis en scène par Maurizio Nichetti) et le film à sketches Il cielo è sempre più blu d'Antonio Luigi Grimaldi.
En 1996, après avoir acquis une notoriété considérable dans le monde francophone en tant que mannequin, elle fait ses débuts dans le cinéma français avec un rôle principal dans le film L'Appartement (1996), de Gilles Mimouni ; une prestation qui lui vaut une nomination aux César dans la catégorie « meilleur espoir féminin ». Dès lors, sa carrière d'actrice démarre et se développe avec succès en France, où elle interprète dès 1997 le rôle principal d'une gitane sourde-muette dans le film controversé Dobermann, inspiré d'une bande dessinée ; pour jouer ce rôle, l'actrice a appris la langue des signes. C'est aussi grâce à ce film qu'elle fait la rencontre de Vincent Cassel, son futur mari. Le couple se donne ensuite la réplique dans Dobermann (1997) de Jan Kounen puis dans plusieurs autres films.
Après Mauvais Genre, Embrasse-moi Pasqualino ! et Le Plaisir (et ses petits tracas), elle figure en 1998 parmi les protagonistes de L'ultimo capodanno, réalisé par Marco Risi sur une histoire écrite par Niccolò Ammaniti. Le film a connu une sortie difficile, à tel point que le réalisateur lui-même a suspendu sa projection en salle, pour la reprendre un an plus tard,.

#### Années 2000
C'est en 2000, avec la sortie en salles de Malèna de Giuseppe Tornatore, dans lequel elle incarne une jeune Sicilienne tondue et humiliée en place publique pendant la Seconde Guerre mondiale, que Bellucci s'affirme définitivement au cinéma et gagne en popularité dans le monde entier, se faisant connaître d'abord en Europe, puis en Amérique et en Asie.
Parallèlement, elle reprend le rôle tenu à l'origine par Romy Schneider dans Suspicion (2000), le remake américain de Garde à vue, qui est sélectionné comme l'un des films de clôture du Festival de Cannes 2000, marquant ses débuts sur le tapis rouge de l'événement annuel.

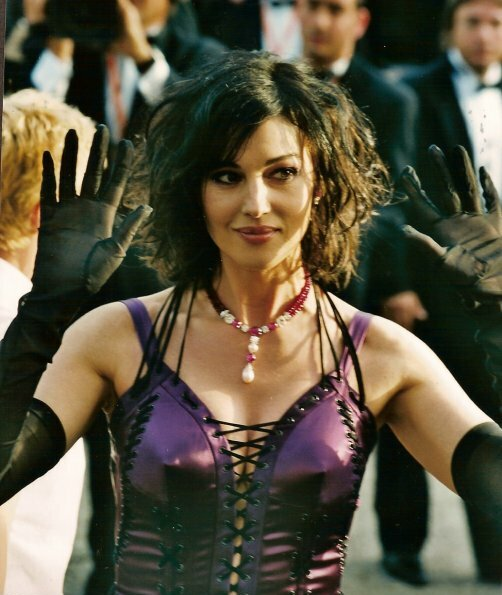
Au Festival de Cannes 2003.

Elle joue à nouveau en France dans Le Pacte des loups de Christophe Gans, une superproduction française de 32 millions d'euros. Le film s'inspire des événements historiques de la bête du Gévaudan qui a semé la terreur dans le Gévaudan en Lozère dans la France du XVIIIe siècle. Le tournage s'étale sur 23 semaines au lieu des 15 initialement prévues sur plus de 8 départements comme la Dordogne, le Val-de-Marne ou encore les Hautes-Pyrénées. Finalement, le film est l'un des plus grands succès du cinéma français dans le monde,, malgré les critiques lui reprochant un manque de rigueur historique.
Elle enchaîne avec Astérix et Obélix : Mission Cléopâtre, où elle incarne la célèbre souveraine égyptienne sous la direction d'Alain Chabat, qui joue César. Pour ce film, la production a demandé une réinterprétation de la chanson Ti amo d'Umberto Tozzi, qui a connu un grand succès international lors de sa sortie. La chanson est donc réenregistrée, cette fois avec la participation de Monica Bellucci, et insérée en fond sonore dans plusieurs scènes du film où l'actrice est présente. Mission Cléopâtre reste une de ses plus belles expériences au cinéma : « on n'a fait que rigoler avec Jamel et tout, on n’arrivait même pas à jouer tellement on rigolait ». Le film est également un grand succès avec 14 millions de spectateurs en France, ce qui le propulse en 1re place du box-office France 2002.
En 2002, elle joue et improvise, en l'absence de scénario, avec son mari de l'époque, Vincent Cassel, dans le film controversé de Gaspar Noé, Irréversible, qui contient une scène de viol de plus de neuf minutes filmée en une seule prise, une scène qu'elle a dû tourner quatre fois. L'idée initiale du réalisateur était d'inclure dans le film de véritables scènes de sexe entre les deux protagonistes et leurs conjoints, mais à la suite du refus de l'un et de l'autre, l'idée de la violence sexuelle s'est imposée. La « scène indélébile » de Bellucci a été filmée dans un passage souterrain fréquenté par des prostituées à la périphérie de Paris. Bellucci et Cassel formaient à l'époque l'un des couples les plus en vue du cinéma français. Irréversible a été présenté en avant-première au Festival de Cannes 2002 à minuit le 24 mai dans une séance qualifiée par certains d'« insoutenable », tandis que d'autres ont qualifié le film d'« œuvre aboutie ». Le film a suscité l'indignation en raison des réactions « viscérales » du public lors de la projection, notamment des malaises, des crises de nerfs et 200 départs précipités ainsi que des personnes évanouies dans le hall. Par la suite, le film a été étudié dans les écoles de cinéma. Gaspar Noé a déclaré « n’avoir jamais vu une actrice aussi charismatique, avec autant de couilles [...] sa performance est incroyablement audacieuse ». Douze mois plus tard, elle est la maîtresse des cérémonies d'ouverture et de clôture du Festival de Cannes 2003.
En 2003 sort dans les salles italiennes le troisième film du réalisateur Gabriele Muccino, Souviens-toi de moi, dans lequel Bellucci joue le rôle d'une mère et d'une épouse qui retrouve après des années un ex-petit ami (Fabrizio Bentivoglio) ; pour l'interprétation de ce personnage, elle obtient une nomination au David di Donatello et remporte le Ruban d'argent. La même année, elle est pressentie pour le rôle de Mina Harker dans La Ligue des gentlemen extraordinaires, mais elle refuse en raison d'autres engagements. Ce rôle sera finalement tenu par l'actrice australienne Peta Wilson.
Elle se retrouve face à Bruce Willis dans Les Larmes du soleil (2003) d'Antoine Fuqua, un film d'action-aventure dans la guerre civile nigériane. Elle y incarne le médecin Lena Kendricks, qui travaille pour une organisation humanitaire dans un village menacé par les rebelles. Le film a reçu des critiques mitigées et a été une déception au box-office. Aux côtés de Lambert Wilson, elle apparaît aussi au générique des deux derniers volets de la saga Matrix : Matrix Reloaded et Matrix revolutions. Elle y interprète Perséphone, un personnage qu'elle décrit comme « dangereux, sensuel, avec un certain sens de l'humour ». L'actrice garde de bons souvenirs du tournage en Australie aux côtés de Keanu Reeves, Carrie-Anne Moss et Laurence Fishburne.

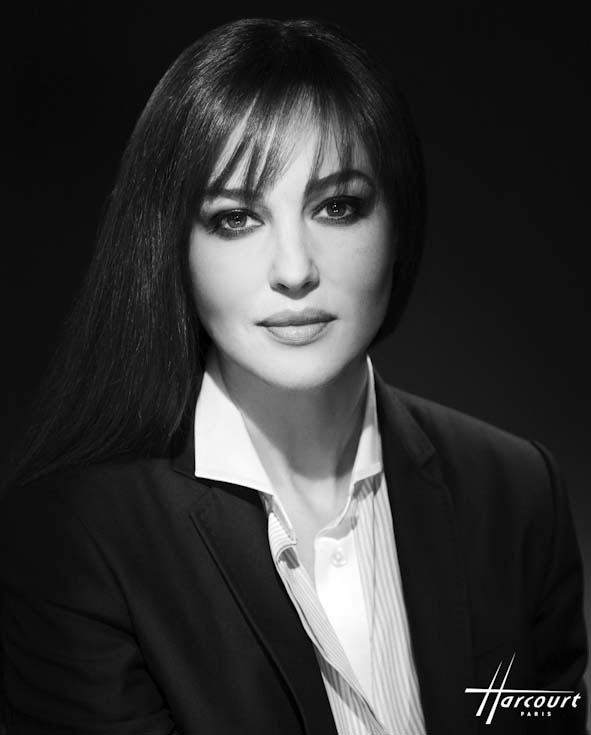
Monica Bellucci photographiée par le Studio Harcourt en 2008.

À Rome, avant le tournage des Larmes du soleil, Bellucci est informée qu'un film de Mel Gibson retraçant les dernières heures de la vie du Christ est en préparation et elle candidate pour le rôle de Marie Madeleine. Son agent lui déconseille de tourner ce film en raison de son échec potentiel, le film rencontrant des difficultés pour ses pré-ventes. Cependant, Bellucci ignore sa suggestion et refuse un autre film pour pouvoir tourner celui-ci. Gibson la choisit car ils « s'apprécient mutuellement ». Elle aspire à incarner son personnage d'une manière « marquante et profonde », même si personne ne croit au succès du film. D'après Bellucci, le tournage fut assez éprouvant et étalé sur cinq mois « en raison de scènes très dures à régler où Mel tenait à mêler les moments d’intimité aux mouvements de foule ». Il comporte des dialogues en araméen et en latin qu'elle a dû apprendre par cœur. Finalement, le film est un grand succès mondial, avec une recette totale de plus de 611 millions de dollars pour un budget de 30 millions de dollars. Le Monde a estimé que le film représentait une vision fondamentaliste de l'Évangile, et le film est également très critiqué pour une violence jugée excessive. Sur ce point, Bellucci a répondu « c'est un film violent contre la violence pour faire réfléchir sur l'état de l'humanité. C'est un film violent mais la vie de Jésus est violente. Et la violence est toujours bien là en Palestine. La vie est plus violente que le cinéma ».
Le 2 juillet 2005, Bellucci reçoit le Globe d'or européen à Rome. Elle tourne ensuite dans le film d'aventure fantastique Les Frères Grimm (2005) de Terry Gilliam. Bellucci y tient le rôle de la Reine des miroirs, vieille de 500 ans, aux côtés de Matt Damon et Heath Ledger. Gilliam dira plus tard : « Dès qu'elle apparaît à l'écran, j'ai l'impression que tout le film bascule dans un autre monde, un monde de sexe, de sensualité et de danger ».
La même année, elle revient en France pour défendre aux côtés de Gérard Depardieu et Bernard Campan la satire Combien tu m'aimes ?, écrite et réalisée par Bertrand Blier. Elle y incarne Daniela, la plus belle prostituée de Pigalle, à qui un employé de bureau gagnant de la loterie propose de la payer pour qu'elle vive avec lui. Jean-Luc Douin dans Le Monde écrit qu'il s'agit d'un « hymne à l'actrice et à son corps déshabillé » et souligne qu'il ne s'agit ni du meilleur, ni du pire film de Blier. Elle part dans la foulée en Mongolie pour tourner la co-production européenne Le Concile de pierre, mise en scène par le Français Guillaume Nicloux, et sortie en 2006. L'année suivante, elle est une charmante kinésithérapeute qui fait perdre la tête au personnage joué par Riccardo Scamarcio dans Eros, le premier sketch de la comédie populaire Leçons d'amour à l'italienne 2 de Giovanni Veronesi.
Cette même année, elle fait partie des membres du jury du Festival de Cannes 2006, présidé par le réalisateur hongkongais Wong Kar-wai. Son époux, Vincent Cassel, avait été choisi pour animer les soirées d’ouverture et de clôture du célèbre festival qui se déroulait du 17 au 28 mai : un rôle que Monica Bellucci avait déjà tenu en 2003.

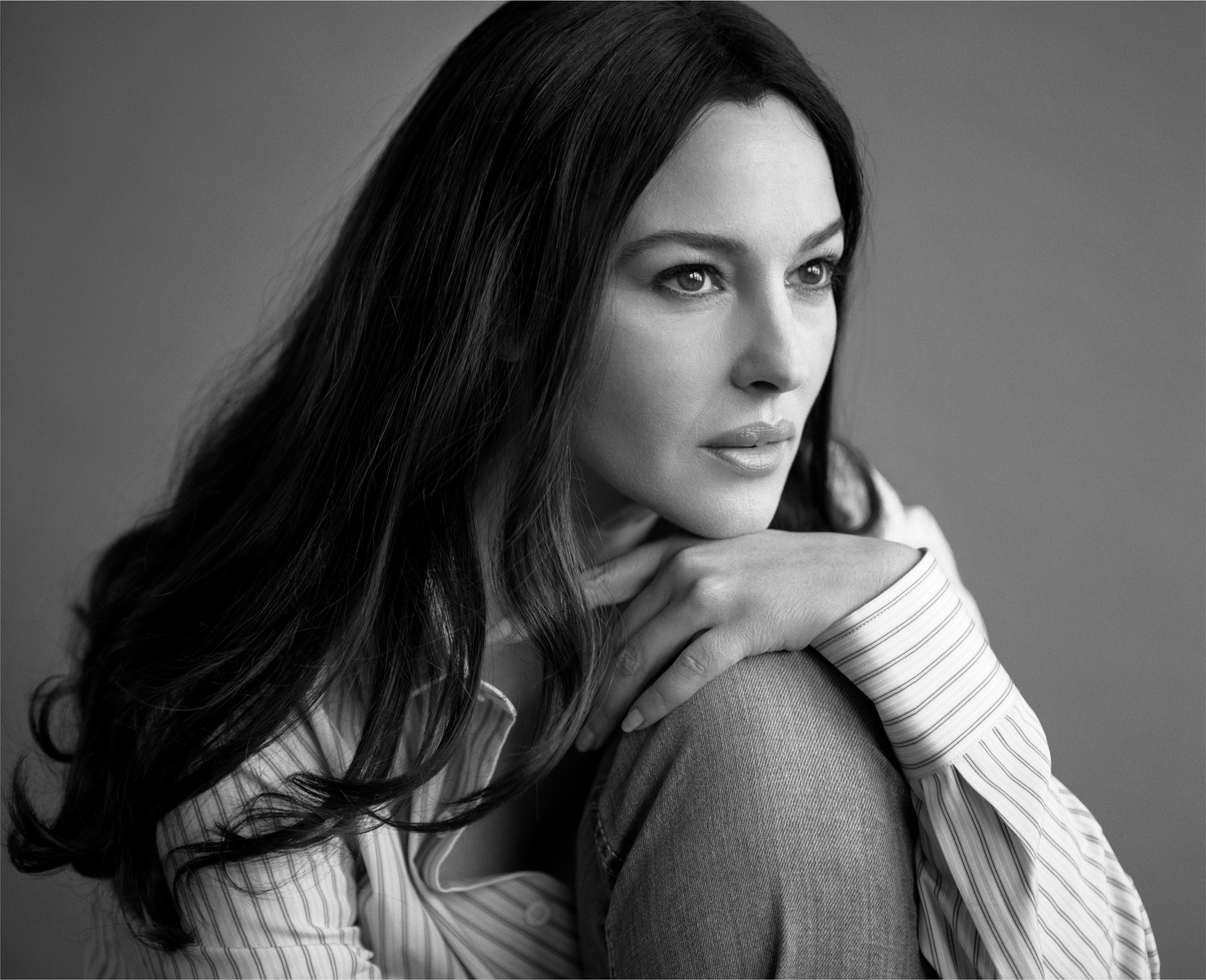
Monica Bellucci en 2009

En 2007, Monica Bellucci revient dans deux autres films : le film d'action Shoot 'Em Up : Que la partie commence aux côtés de Clive Owen et Paul Giamatti ainsi que dans un film policier français appelé Le Deuxième Souffle d'Alain Corneau avec Éric Cantona et Michel Blanc, remake du film homonyme de Jean-Pierre Melville sorti en 1966, où elle a dû se teindre en blonde pour interpréter Manouche. La même année, Paolo Virzì lui offre le rôle d'une baronne sympathique et quelque peu jouisseuse, rôle dans lequel elle reprend son accent de sa ville natale Città di Castello, en y ajoutant une pointe d'accent pérugin ; le film s'intitule Napoléon (et moi) avec Daniel Auteuil dans le rôle de Napoléon. Il fait l'ouverture de la première édition du Festival du film de Rome, sous les applaudissements.
En 2008, Monica Bellucci apparaît pour la troisième fois au Festival de Cannes avec le film italien hors compétition Une histoire italienne de Marco Tullio Giordana, où elle joue le rôle de Luisa Ferida, la diva maudite de l'époque fasciste, épouse d'Osvaldo Valenti, arrêtés et fusillés par les partisans en 1945, à l'issue d'un procès sommaire. Selon la critique de l'hebdomadaire L'Espresso, « Excessifs, immodérés, anarchiques, dévergondés et torrides, Monica Bellocci et Luca Zingaretti courent à leurs pertes comme s'ils ne pouvaient s'en empêcher, comme si un dieu grec avait décrété l'inéluctabilité de leur destin. Et il ne leur est pas donné de le changer, prisonniers qu'ils sont d'un corps débordant de sensualité et de transgression ». Le film a reçu le prix François-Chalais. La même année, elle inaugure la troisième édition du festival international du film de Rome, en apparaissant dans le drame L'uomo che ama, le deuxième film de Maria Sole Tognazzi, aux côtés de Ksenia Rappoport et Pierfrancesco Favino.

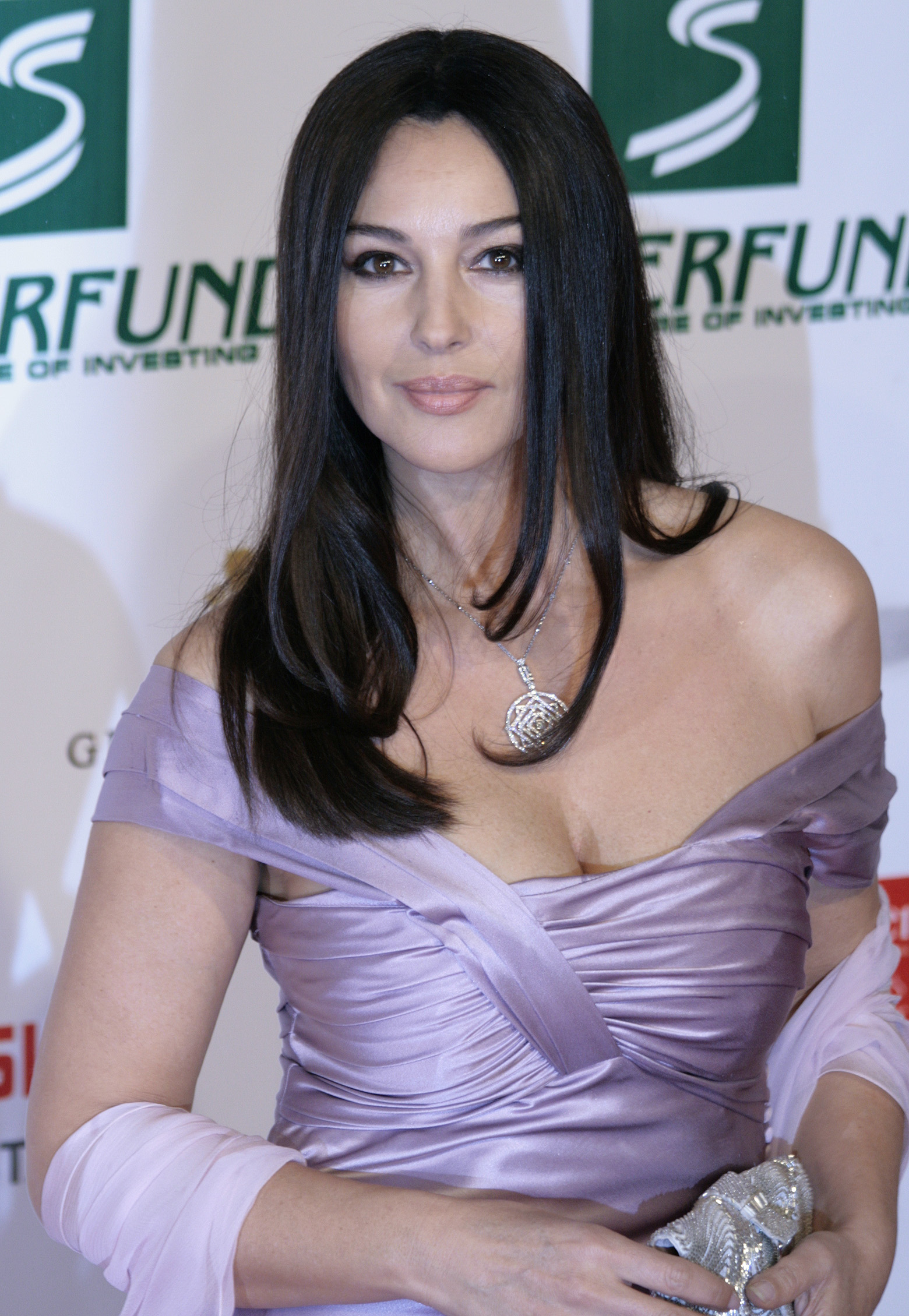
Monica Bellucci lors du Women's World Awards 2009

En 2009, elle défend à la Berlinale Les Vies privées de Pippa Lee de Rebecca Miller, dans lequel elle côtoie de grands noms du cinéma américain, dont Robin Wright Penn, Winona Ryder, Julianne Moore et, pour la troisième fois, Keanu Reeves. La même année, elle présente au Festival de Cannes le film hors compétition Ne te retourne pas, réalisé par Marina de Van, un thriller psychologique mettant en vedette une autre icône du cinéma français : Sophie Marceau. Le personnage de Marceau voit des changements autour d'elle et constate que son corps se transforme en celui de Bellucci.
Lors de la quatrième édition du festival international du film de Rome, elle a joué le rôle de la Tosca aux côtés d'Andrea Bocelli dans le court-métrage de Franco Zeffirelli Omaggio a Roma, promu par le Palazzo Senatorio pour conforter l'image de la capitale italienne dans le monde. En 2009 également, elle revient chez Giuseppe Tornatore, pour une apparition dans son film Baarìa, une saga familiale sur plusieurs générations, tournée à Bagheria, en Sicile, sur une musique d'Ennio Morricone.

#### Années 2010

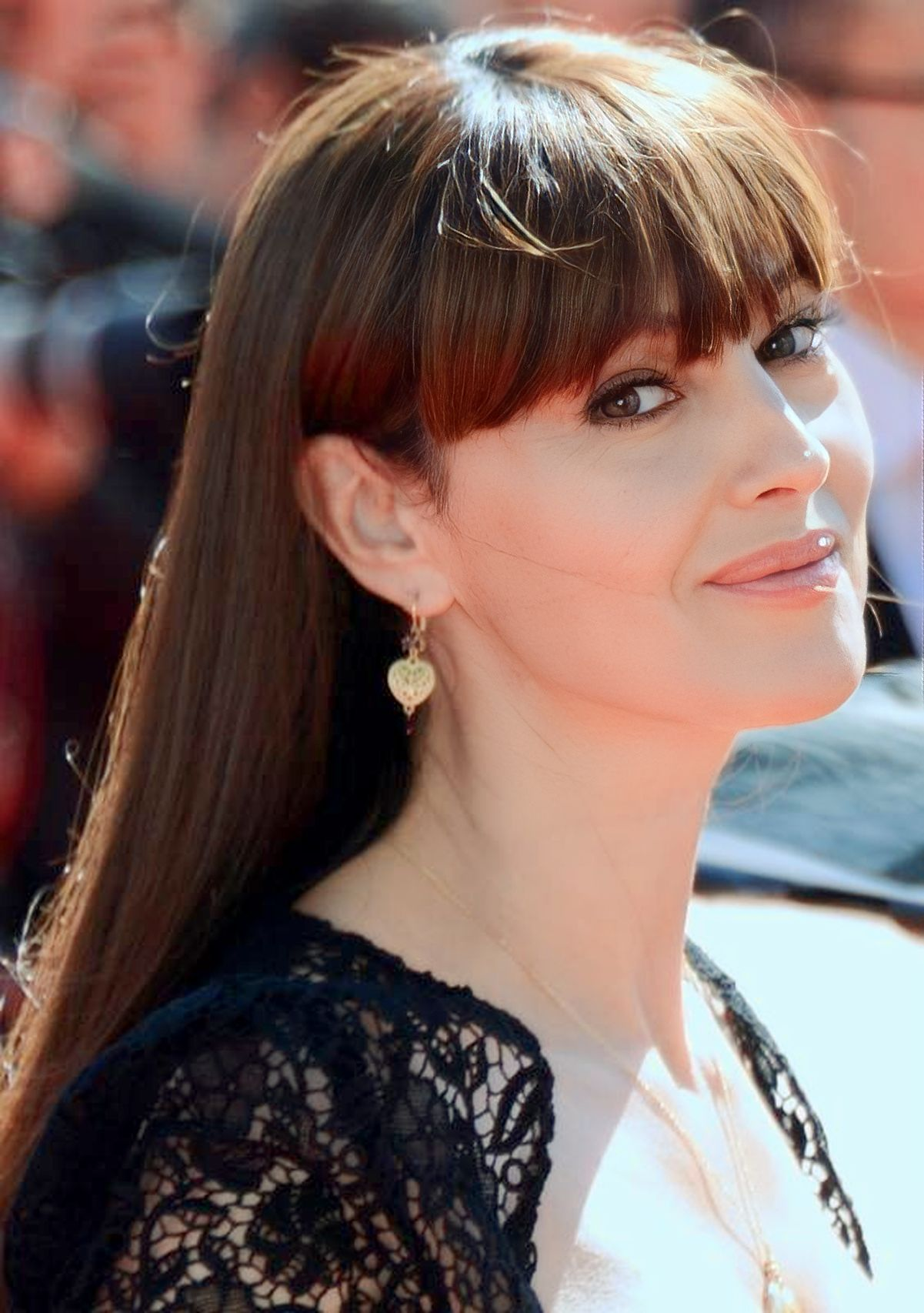
Au Festival de Cannes 2014.

Par la suite, elle participe aux films L'Apprenti sorcier, produit par Walt Disney Pictures, avec Nicolas Cage, ainsi qu'au film à suspense Seule contre tous avec Rachel Weisz. Dans ce dernier film, Bellucci interpréte Laura Leviani dans un film principalement tourné en Roumanie et décrivant un vaste réseau de trafic d'êtres humains découvert dans la Bosnie-Herzégovine d'après-guerre en 1999. Hélène Delye du journal Le Monde a décrit le personnage de Bellucci « en fonctionnaire grisonnante, bornée et insensible ». Seule contre tous a reçu un accueil polarisé de la part de la critique.
En 2011, immédiatement après sa deuxième grossesse, elle fait partie des rôles principaux, avec une scène de nu, dans Un été brûlant, un film réalisé par le cinéaste de la Nouvelle Vague Philippe Garrel ; elle y incarne Angèle, une actrice de cinéma à Cinecittà en couple avec le peintre Frédéric (Louis Garrel). Philippe Azoury dans Libération compare le film au Mépris (1963) de Jean-Luc Godard, « le cinéma de Godard restant le terreau originel de l'imaginaire garrélien ». Bellucci se rend ensuite à Istanbul pour y interpréter le premier rôle féminin du drame iranien La Saison des Rhinocéros, un film sur un Kurde (Behrouz Vossoughi) qui cherche à retrouver sa femme après avoir passé 35 ans de sa vie en prison. Pour ce film, Bellucci a dû apprendre quelques rudiments de persan.
Elle est aussi présente dans L'amour a ses raisons avec Robert De Niro, Carlo Verdone, Michele Placido, Laura Chiatti et Riccardo Scamarcio. Dans ce film, une scène improvisée montre De Niro en train de faire un strip-tease devant Bellucci, reprenant à l'envers une séquence du film Hier, aujourd'hui et demain (1963), où Sophia Loren l'exécutait pour Marcello Mastroianni. Elle est également invitée, avec De Niro, dans la quatrième édition du Festival de Sanremo 2011. La même année, elle apparaît dans une série télévisée (Les Spécialistes : Rome) pour la première fois de sa carrière. Elle y joue son propre rôle, présentée comme une amie de Bianca Proietti, jouée par Lucia Rossi, née dans la même ville que l'actrice. En 2013, elle fait partie de la distribution chorale de la comédie dramatique Des gens qui s'embrassent, écrite et réalisée par Danièle Thompson.
Le 3 janvier 2013, elle est confirmée dans la distribution d'Uno per tutti, un film noir psychologique réalisé par Mimmo Calopresti et adapté du roman homonyme de Gaetano Savatteri (it) ; elle s'est vu confier le rôle de la seule femme protagoniste de ce film, mais pour des raisons imputables aux multiples engagements de l'actrice et aux nombreux reports de la production du film, elle sera remplacée pour ce rôle par sa collègue (et amie) Isabella Ferrari. À l'été de la même année, elle est en Serbie pour tourner le nouveau film d'Emir Kusturica, dans lequel elle partage l'affiche avec le réalisateur, qui est aussi acteur pour la première fois ; le tournage de ce film, comme c'est l'habitude du réalisateur, a duré plusieurs étés jusqu'en 2016. Elle fait ses débuts dans le cinéma brésilien avec Na Quebrada (réalisé par le jeune Fernando Andrade (pt)), puis revient en Italie dans le deuxième long métrage d'Alice Rohrwacher, Les Merveilles, qui remporte le grand prix du Festival de Cannes.
À l'automne 2014, elle est au Québec pour terminer le tournage du drame Ville-Marie, dans lequel elle interprète la protagoniste, une actrice à succès, mais une mère en grande difficulté ; le film, réalisé par Guy Édoin, est présenté au festival du film de Toronto en août de l'année suivante, obtenant l'appréciation du public et de la critique, puis au festival du film de Rome 2015 et au festival LGBT MIX Milano (it) 2016. En décembre 2014, elle rejoint la distribution de 007 Spectre, le 24e volet de la saga James Bond, réalisé par Sam Mendes. Elle y interprète Lucia Sciarra, la veuve d'un mafieux assassiné. Après avoir été convoitée durant 25 ans par la franchise, elle incarne, âgée de 50 ans, la James Bond girl la plus âgée de la saga, détrônant ainsi Honor Blackman qui avait incarné Pussy Galore dans Goldfinger en 1964,,.

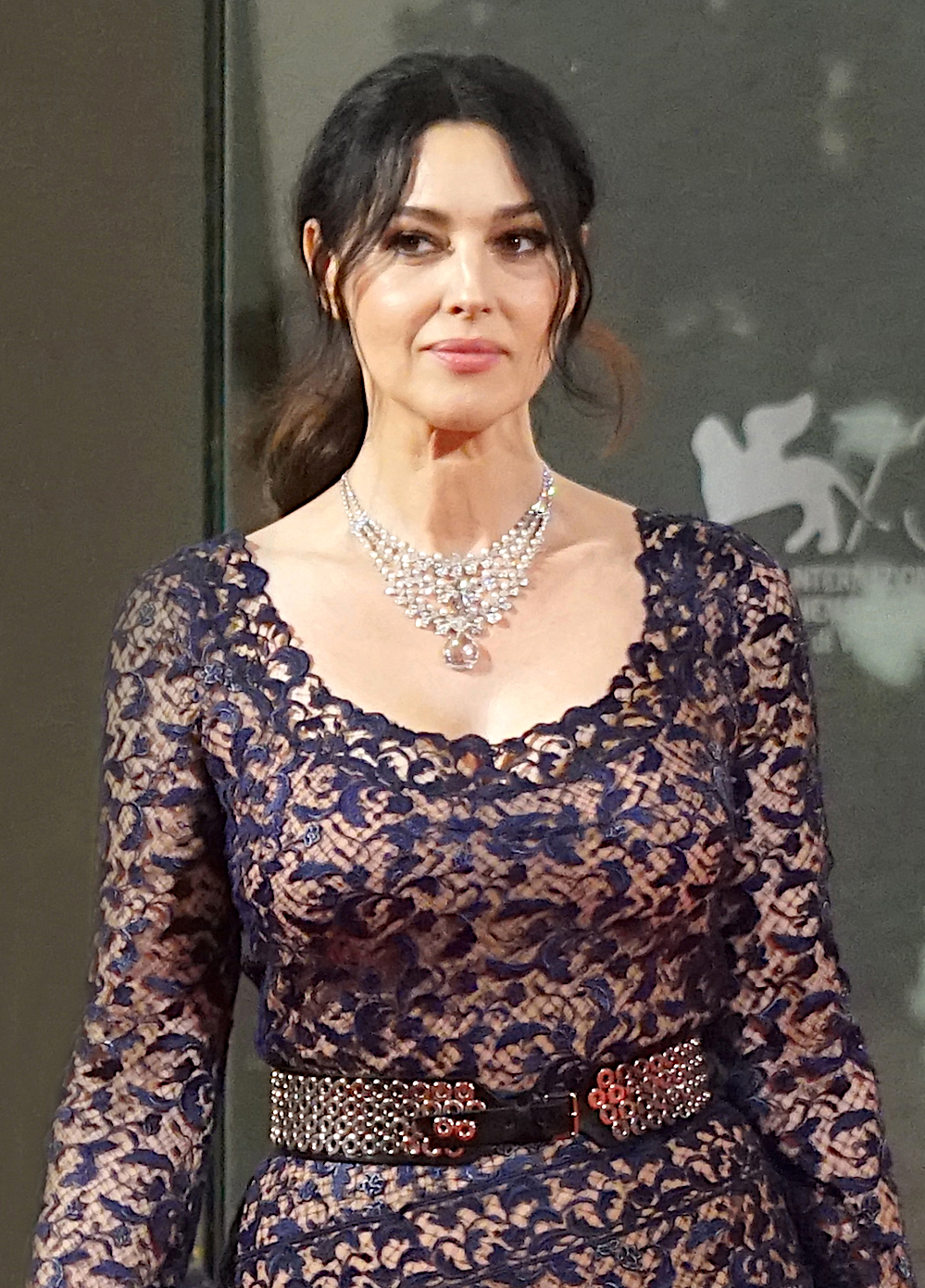
Monica Bellucci à la Mostra de Venise 2016.

En février 2016, les critiques du festival international du film de Dublin lui décernent le prix de la meilleure actrice pour sa prestation dans Ville-Marie,. Environ deux mois plus tard, le 25 avril, la chaîne de télévision américaine Showtime annonce qu'elle figure dans la liste des 217 acteurs qui figureront dans la troisième saison de la série télévisée culte des années 1990 Twin Peaks. En juin-juillet de la même année, elle se trouve à Venise pour le tournage de la série américaine Mozart in the Jungle, auquel elle participe pendant la première moitié de la troisième saison en jouant le rôle d'Alessandra, une chanteuse d'opéra qui tente de retrouver le succès après des années de difficultés. Le 9 septembre, elle clôt la 73e Mostra de Venise avec la présentation du film de Kusturica, On the Milky Road, achevé après quatre ans de travail et plébiscité par les critiques de la presse présentes sur place.
En juin 2017, l'Académie des Oscars du cinéma l'a invitée en tant que membre permanent représentant l'Italie, en lui proposant un siège parmi le grand jury de votants chargé de décerner les Oscars à partir de l'édition 2018.
Lors du 70e Festival de Cannes, elle est pour la deuxième fois maîtresse des cérémonies d'ouverture et de clôture. Elle rejoint donc Virginie Ledoyen, Kristin Scott Thomas, Édouard Baer et Lambert Wilson qui ont tous rempli deux fois cette mission. Seule Jeanne Moreau l'a accompli à trois reprises. Elle se rend ensuite en septembre 2017 au festival international du film de Saint-Sébastien pour recevoir le prix Donostia pour l'ensemble de sa carrière. La veille de son 53e anniversaire, il a été annoncé qu'elle participerait au film Nekrotronic, des Australiens Kiah et Tristan Roache-Turner.
Le festival Filming On Italy à Los Angeles lui consacre la journée entière du 31 janvier 2018 en projetant certains de ses films et en lui remettant deux prix : le Filming On Italy Best Career Award et le IIC Los Angeles Creativity Award de l'Institut culturel italien de Los Angeles en tant qu'« excellence italienne dans le monde »,.
Elle est présidente du jury du festival du film britannique de Dinard 2018.

#### Années 2020
En décembre 2021 elle est invitée lors de la 16e saison de Ballando con le stelle, la version italienne de Danse avec les stars. À noter que Gérard Depardieu, Clotilde Courau, Christophe Lambert, Vanessa Redgrave ou Ivana Trump ont été invités avant elle dans ce célèbre programme.
En 2019, elle lit sur la scène du théâtre Marigny des extraits des mémoires et de la correspondance de Maria Callas, dans Maria Callas. Lettres & mémoires, créé et mis en scène par Tom Volf. S'ensuit une tournée, puis la pièce est reprise en version symphonique au théâtre du Châtelet en 2022.
En 2020, elle joue dans L'Homme qui a vendu sa peau de la réalisatrice tunisienne Kaouther Ben Hania qui détaille le parcours d'un refugié syrien qui fuit la guerre civile. Le film est présenté dans la section Orizzonti de la Mostra de Venise 2020 et est nommé pour l'Oscar du meilleur film international, devenant le premier film tunisien à concourir dans cette catégorie. En 2021, Bellucci reçoit un David di Donatello pour l'ensemble de sa carrière lors de la 66e cérémonie des David di Donatello.
En 2022, elle est à l'affiche de Siccità de Paolo Virzì, une comédie post-apocalyptique dans laquelle Rome est frappée par une sécheresse ravageuse et une épidémie de maladie du sommeil. Elle joue ensuite dans Diabolik: Ginko all'attacco et sa suite Diabolik, chi sei?, tous deux de Marco et Antonio Manetti, adaptés de la série de bande dessinée Diabolik créée par Angela et Luciana Giussani, qu'avait déjà adapté Mario Bava en 1968 dans Danger : Diabolik ! avec Michel Piccoli.
En 2023, Bellucci tourne Beetlejuice 2 de Tim Burton dans lequel elle incarne la femme de Beetlejuice. En septembre 2023, elle débute également le tournage de Paradis Paris de Marjane Satrapi,.

## Vie privée

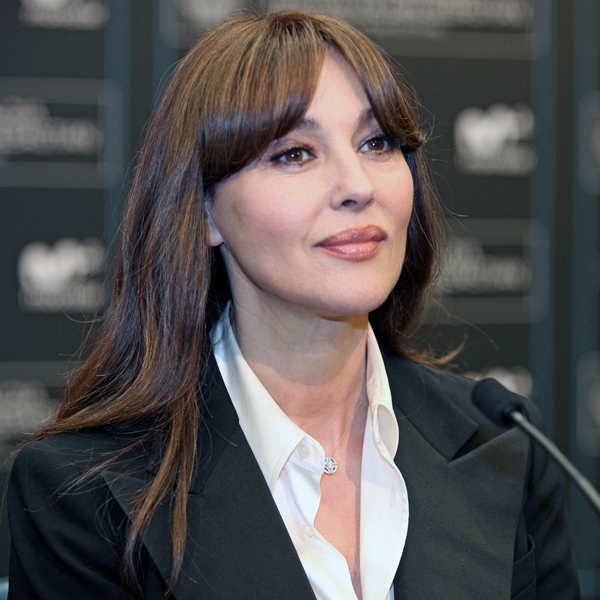
Monica Bellucci au Festival de Saint-Sébastien 2017. L'actrice italienne y a été récompensée pour l'ensemble de sa carrière.

Très jeune, elle épouse le photographe italien d'origine argentine Claudio Carlos Basso lors d'une cérémonie très privée, mais le couple se sépare quelques mois plus tard,. À partir de 1990, elle entretient une relation d'environ six ans avec l'acteur italien Nicola Farron (it). Cette relation dure jusqu'à ce que, sur le tournage du film L'Appartement, elle rencontre l'acteur français Vincent Cassel. Bellucci et Cassel se marient le 3 août 1999 à Monte-Carlo et ont deux filles, toutes deux nées en Italie, à Rome, à la demande de l'actrice : Deva, le 12 septembre 2004 (également actrice depuis 2023), et Léonie, le 21 mai 2010. En août 2013, après quelques rumeurs rapportées par un magazine à scandales français, le service de presse de l'actrice annonce via l'ANSA qu'elle s'était séparée « d'un commun accord » de son mari après quatorze ans de mariage. Le couple n'avait pas vécu ensemble pendant de longues périodes et l'actrice a toujours déclaré qu'elle menait une vie « nomade », se déplaçant principalement entre l'Italie, Paris et Londres (où elle possède un appartement dans le quartier de Chelsea depuis 2003), contrairement à son mari, qui se rend à Rio de Janeiro dès qu'il est libéré de ses engagements cinématographiques.
Depuis 2011, ils passaient toutefois occasionnellement du temps ensemble au Brésil avec leurs filles, un pays vers lequel l'actrice a annoncé à l'automne 2012 et en janvier 2013 un déménagement imminent,. Son séjour dans la cité carioca ne durera que quelques semaines, avant leur séparation définitive. Depuis, l'actrice réside avec ses filles à Paris. Quatre ans plus tard, en mars 2017, le site Dagospia publie un article détaillant la double vie de l'acteur français à Rio dans le dos de sa femme. Ces indiscrétions, qui seraient les dernières véritables motivations de son divorce, seront pleinement confirmées, quoiqu'avec réserve, dans des interviews de l'actrice dans les mois suivants.
En 2017, l'artiste contemporain Nicolas Lefebvre devient son compagnon. Ils officialisent leur séparation le 3 juillet 2019.
En octobre 2022, Bellucci et le cinéaste américain Tim Burton se rencontrent au festival Lumière de Lyon, et leur relation est annoncée en février 2023.

### Enquête fiscale
En 2020, le site alfemminile (it) du Groupe L'Espresso a classé Bellucci comme la troisième actrice la plus riche d'Italie, avec une fortune évaluée à 45 millions de dollars,.
Un arrêt du Tribunal fédéral suisse, mis en lumière par le site d'investigation Gotham City,, révèle que Monica Bellucci fait l'objet depuis 2014 d'un contrôle fiscal par le fisc français. L'actrice est soupçonnée de posséder des comptes bancaires et un coffre-fort non déclarés en Suisse. Une partie au moins de ces comptes était détenue jusqu’en 2015 via une société-écran baptisée Kloraine Limited, immatriculée aux îles Vierges britanniques.

### Galas politiques
Bellucci a participé à des dîners d'État français connus pour être des dîners officiels présidés par le président de la République française et organisés dans le cadre de visites de chefs d'État étrangers. Le 21 novembre 2012, elle a assisté au dîner d'État organisé par le président français François Hollande au palais de l'Élysée à Paris à l'occasion de la visite du président italien Giorgio Napolitano et de ses ministres. Le 5 juillet 2021, elle est conviée à un dîner d'État organisé par le président français Emmanuel Macron au palais de l'Élysée en l'honneur du président italien Sergio Mattarella et de sa fille Laura. Parmi les participants figurent des ministres français, le cofondateur, président-directeur général de LVMH - Moët Hennessy Louis Vuitton, Bernard Arnault, la directrice de la création de Dior, Maria Grazia Chiuri, le président-directeur général de Kering, François-Henri Pinault, et l'actrice française Carole Bouquet,.

### Activités caritatives
En 2008, Bellucci a soutenu une campagne de collecte de fonds en faveur d'un centre pour enfants atteints de cancer situé à Prima Porta. Elle a été initiée par l'Associazione Genitori Oncologia Pediatrica (litt. « Association des parents en oncologie pédiatrique »), également connue sous le nom d'AGOP, créée par des parents d'enfants atteints de cancer et de leucémie à la polyclinique Agostino Gemelli de Rome. En 2010, Bellucci est devenue marraine de Paroles de Femmes, une association française apolitique et laïque qui promeut l'égalité hommes-femmes dans la société. En mars 2010, elle organise la Nuit des Femmes, réunissant des femmes politiques, des chercheuses, des médecins, des avocates, des écrivaines, des peintres et des chefs d'entreprise pour faire le point sur l'évolution des droits des femmes en France. En 2010, La Martinière Groupe a publié un livre préfacé par Tornatore et retraçant la carrière de mannequin et d'actrice de Bellucci à travers des photos prises par des photographes tels que Peter Lindbergh et Helmut Newton. Tous les bénéfices de la vente du livre ont été reversés à l'AGOP de Rome et à Paroles de Femmes,. Elle est également marraine de l'association SOS Autisme France.

### Pays de résidence, langues, opinions

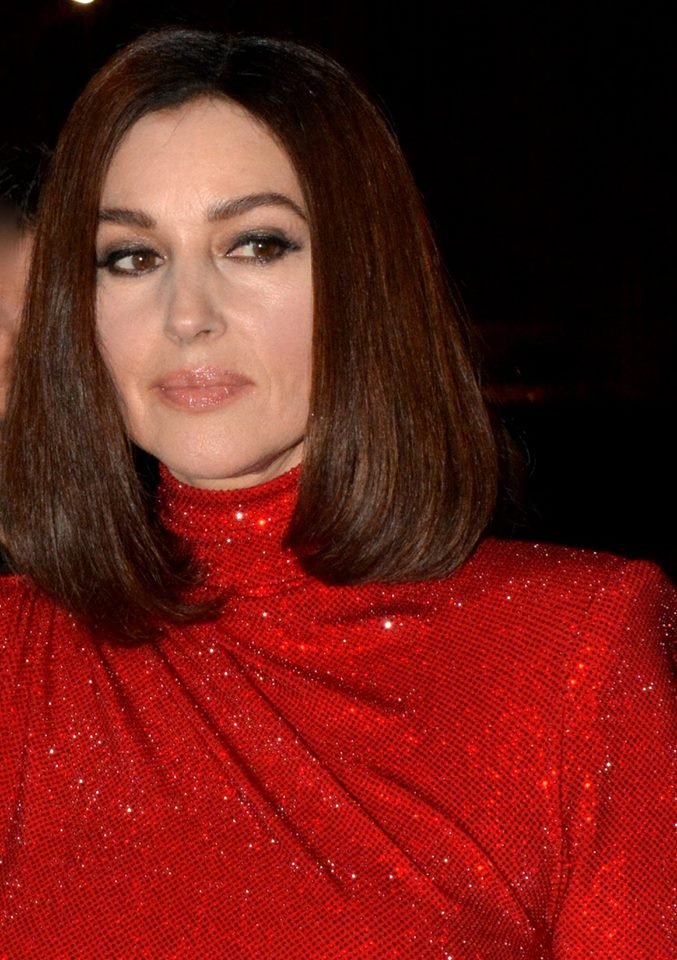
Monica Bellucci à la cérémonie des Prix Lumières en 2018.

Elle s'est déclarée agnostique, bien qu'elle ait reçu une éducation catholique.
« Je viens de la religion catholique, mais je ne suis pas catholique ». Elle s'est qualifiée d'agnostique, déclarant : « Je suis agnostique, même si je respecte et m'intéresse à toutes les religions [...]. S'il y a quelque chose en quoi je crois, c'est une énergie mystérieuse, celle qui remplit les océans lors des marées, celle qui unit la nature et les êtres ». Bellucci a déclaré que sa personnalité était due en grande partie à son éducation : « Je ne suis pas croyante, mais je crois à l'échange d'énergie : lorsque vous essayez de diffuser de l'énergie positive autour de vous, l'énergie positive vous revient. Mais elle doit être naturelle : vous ne pouvez pas la créer si vous ne la ressentez pas à l'intérieur. Il est certain qu'une grande partie de la positivité dépend aussi du climat dans lequel mes parents m'ont élevé. C'est pourquoi j'essaie d'être prudente avec mes filles : je sais à quel point l'amour que l'on reçoit dans la première partie de la vie nous marque à jamais ».
Le 27 septembre 2009, elle a été l'un des signataires d'un appel aux autorités suisses pour la libération du réalisateur Roman Polanski, détenu en attente d'extradition vers les États-Unis.
Outre l'italien, elle parle couramment le français et l'anglais ; elle a des notions de portugais et d'espagnol. Elle a également joué en araméen, en persan, en serbe, en latin, en occitan et dans plusieurs dialectes italiens.
Après son divorce d'avec Cassel, Bellucci a vécu avec ses filles en Angleterre, en France et en Italie. En 2015, elle a décidé de résider en France. Bellucci a cependant déclaré : « Je suis entièrement italienne. Tout en moi est italien » tout en reconnaissant que « Paris fait partie de mon histoire ». Elle possède des maisons secondaires à Rome et à Lisbonne dans le quartier du château Saint-Georges. Pendant les confinements liés à la pandémie de Covid-19, Bellucci et Cassel ont vécu dans deux maisons voisines sur la côte basque (Pyrénées-Atlantiques) afin que ce dernier puisse voir ses filles et ainsi continuer à partager les devoirs parentaux. Elle a déclaré qu'elle votait en Italie et non en France.

## Éloges et hommages
En 2001, Bellucci a fait la couverture du mensuel Esquire consacré au désir. Dans sa critique de Malèna en 2001, Paul Tatara de CNN International a qualifié Bellucci de « bombe de classe mondiale ».
En 2002, elle est classée première par le portail web de presse masculine gratuite AskMen au « Top 99 de la femme la plus désirable de l'année 2002 ». En 2002, le Berliner Zeitung titre « Avant il y avait Loren et Lollo, désormais, il y aura Monica Bellucci ».
La Libre Belgique écrit en 2005 que la « resplendissante Bellucci [...] s'impose comme la nouvelle icône féminine du cinéma européen ». Bellucci est la première personnalité étrangère invitée par la Mairie de Paris et le Comité des Champs-Élysées (commerçants et entreprises de l'avenue) à appuyer sur le bouton déclenchant les illuminations de Noël de l'avenue des Champs-Élysées, soit 45 km de guirlandes électriques descendant de la place de l'Étoile vers la place de la Concorde, ce qui a lieu le 23 novembre 2004 en présence de la première adjointe au maire Anne Hidalgo. En 2004 et 2007, Bellucci a été élue « la plus belle femme du monde » selon un sondage commandé par TF1 sur un échantillon de 1000 Français. Ce titre lui est attribué à plusieurs reprises comme en 2008 par magazine FHM devant Sophie Marceau et Angelina Jolie, en 2009 par Skyrock ou en 2013 par L'Express. Le musée Grévin de Paris a dévoilé une statue de cire à son effigie en avril 2005.
En 2005, l'hebdomadaire Der Spiegel titre « la belle aime le laid » et remarque que si elle un symbole international de beauté, elle a, par contraste, la propension à jouer des scènes abominables. Mark Salisbury du Guardian écrit en 2005 qu'elle représente un « objet de convoitise international » et « [qu'e]n personne, comme à l'écran, Bellucci rayonne d'une beauté rare, d'un autre monde ». Selon Bertrand Blier qui la dirige dans Combien tu m'aimes ?, « C'est sa féminité totalement assumée qui la fait aimer. Elle est fière d'être une femme, elle n'a pas honte de ses seins, elle n'a pas honte d'exciter les sens des hommes. C'est son secret, le même que celui d'Ava Gardner, des vedettes d'antan ». Le 9 mai 2008, L'Obs fait état d'un sondage réalisé par le Conseil supérieur de l'audiovisuel auprès de 1 003 personnes dans le cadre de la Journée de l'Europe, où Bellucci est la deuxième personnalité européenne (hors France) préférée des Français après Michael Schumacher et devant la reine Élisabeth II et Angela Merkel.
À Lyon en 2010, à la roseraie du Parc de la Tête-d'Or, le créateur français de roses Meilland fait une variété en son nom. La rose se compose d'une « robe de velours rose pourpré intense aux reflets irisées rehaussés d'éclats argentés au revers de ses pétales »,.
Elle est la muse d'artistes établis mais aussi quasiment inconnus (les hommages de ces derniers peuvent être retrouvés presque exclusivement sur la Toile), comme celle du groupe de hip-hop croate Ulični Parlament qui compose en 2011 une chanson en dialecte de Pula nommée d'après l'actrice italienne, et en 2016 l'auteur-compositeur-interprète et musicien guatémaltèque Ricardo Arjona a inclus une composition intitulée Malena sur son 15e album, inspirée par le personnage joué par Bellucci dans le film du même nom,. En août 2017, le chanteur allemand RIN a également publié une chanson de hip-hop intitulée Monica Bellucci, un extrait précédant la sortie de l'album Eros.

## Filmographie

### Actrice de cinéma

#### Longs métrages
- 1991 : La riffa de Francesco Laudadio : Francesca
- 1992 : Ostinato destino de Gianfranco Albano : Marina / Angela
- 1992 : Dracula de Francis Ford Coppola : l'une des trois concubines de Dracula
- 1993 : Briganti: Amore e libertà de Marco Modugno : Costanza
- 1994 : I mitici: Colpo gobbo a Milano de Carlo Vanzina : Deborah
- 1995 : Palla di neve de Maurizio Nichetti : Melina
- 1996 : L'Appartement de Gilles Mimouni : Lisa
- 1997 : Stressati de Mauro Cappelloni : la fille au manteau de fourrure
- 1997 : Il cielo è sempre più blu d'Antonello Grimaldi : elle-même
- 1997 : Dobermann de Jan Kounen : Nathalie alias Nat la gitane
- 1997 : Embrasse-moi Pasqualino ! (Come mi vuoi) de Carmine Amoroso : Nellina
- 1997 : Mauvais Genre de Laurent Bénégui : Camille
- 1998 : Le Plaisir (et ses petits tracas) de Nicolas Boukhrief : la jeune fille éplorée
- 1998 : L'ultimo capodanno de Marco Risi : Giulia
- 1998 : L'Heure des nuages (A los que aman) d'Isabel Coixet : Valeria
- 1999 : Comme un poisson hors de l'eau d'Hervé Hadmar : Myrtille
- 1999 : Méditerranées de Philippe Bérenger : Marguerite
- 2000 : Suspicion (Under Suspicion) de Stephen Hopkins : Chantal Hearst
- 2000 : Franck Spadone de Richard Bean : Laura
- 2000 : Malèna de Giuseppe Tornatore : Malèna Scordia
- 2001 : Le Pacte des loups de Christophe Gans : Sylvia
- 2002 : Astérix et Obélix : Mission Cléopâtre d'Alain Chabat : Cléopâtre
- 2002 : Irréversible de Gaspar Noé : Alex
- 2003 : Souviens-toi de moi (Ricordati di me) de Gabriele Muccino : Alessia
- 2003 : Les Larmes du soleil (Tears of the Sun) d'Antoine Fuqua : Docteure Léna Fiore Kendricks
- 2003 : Matrix Reloaded des Wachowski : Perséphone
- 2003 : Matrix Revolutions des Wachowski : Perséphone
- 2004 : La Passion du Christ (The Passion of the Christ) de Mel Gibson : Marie-Madeleine
- 2004 : Agents secrets de Frédéric Schoendoerffer : Barbara / Lisa
- 2004 : She Hate Me de Spike Lee : Simona Bonasera
- 2005 : Les Frères Grimm (The Brothers Grimm) de Terry Gilliam : la reine du Miroir
- 2005 : Combien tu m'aimes ? de Bertrand Blier : Daniela
- 2006 :  Sheitan de Kim Chapiron : la belle vampiresse
- 2006 : Napoléon (et moi) (N - Io e Napoleone) de Paolo Virzì : Baronessa Emilia Speziali
- 2006 : Le Concile de pierre de Guillaume Nicloux : Laura Siprien
- 2006 : Leçons d'amour à l'italienne 2 (Manuale d'amore 2: Capitoli successivi) de Giovanni Veronesi : Luccia
- 2007 : Shoot 'Em Up : Que la partie commence (Shoot 'Em Up) de Michael Davis : Donna Quintano
- 2007 : Le Deuxième Souffle d'Alain Corneau : Simona alias Manouche
- 2008 : Une histoire italienne (Sanguepazzo) de Marco Tullio Giordana : Luisa Ferida
- 2008 : L'uomo che ama de Maria Sole Tognazzi : Alba
- 2009 : Les Vies privées de Pippa Lee (The Private Lives of Pippa Lee) de Rebecca Miller : Gigi Lee
- 2009 : Ne te retourne pas de Marina De Van : Jeanne numéro 2
- 2009 : Baarìa de Giuseppe Tornatore : la petite amie de Bricklayer
- 2010 : L'Apprenti sorcier (The Sorcerer's Apprentice) de Jon Turteltaub : Veronica
- 2010 : Seule contre tous (The Whistleblower) de Larysa Kondracki : Laura Leviani
- 2011 : L'amour a ses raisons (Manuale d'amore 3) de Giovanni Veronesi : Viola
- 2011 : Un été brûlant de Philippe Garrel : Angèle
- 2012 : La Saison des Rhinocéros (فصل کرگدن, Fasle kargadan) de Bahman Ghobadi : Mina
- 2013 : Des gens qui s'embrassent de Danièle Thompson : Giovanna
- 2014 : Na Quebrada de Fernando Grostein : Paola
- 2014 : Les Merveilles (Le meraviglie) d'Alice Rohrwacher : Milly Catena
- 2015 : Ville-Marie de Guy Edoin : Sophie Bernard
- 2015 : 007 Spectre de Sam Mendes : Lucia Sciarra
- 2017 : On the Milky Road (На млечном путу) d'Emir Kusturica : Nevasta
- 2018 : Nekrotronic de Kiah Roache-Turner : Finnegan
- 2019 : Les Plus Belles Années d'une vie de Claude Lelouch : Elena
- 2019 : Spider in the Web (עכביש ברשת) d'Eran Riklis : Angela
- 2019 : L'Homme qui a vendu sa peau (The Man Who Sold His Skin) de Kaouther Ben Hania : Soraya Waldy[161]
- 2021 : The Girl in the Fountain d'Antongiulio Panizzi (documentaire) : elle-même
- 2021 : Les Fantasmes de Stéphane Foenkinos et David Foenkinos : Sabrina
- 2021 : La Sorcière de Noël 2 : Les origines (La Befana vien di notte II - Le origini) de Paola Randi : Dolores
- 2022 : Mémoire meurtrière (Memory) de Martin Campbell : Davana Sealman
- 2022 : Siccità de Paolo Virzì : Valentina
- 2022 : Diabolik: Ginko all'attacco de Marco et Antonio Manetti : Altea di Vallemberg
- 2023 : Mafia Mamma de Catherine Hardwicke : Bianca
- 2023 : Diabolik, chi sei? de Marco et Antonio Manetti : Altea di Vallemberg[162]
- 2024 : Paradis Paris de Marjane Satrapi : Giovanna Bianchi[163]
- 2024 : Beetlejuice Beetlejuice de Tim Burton : Delores, l’ex-femme de Beetlejuice
- 2025 : Seven Dogs de Bilall Fallah et Adil El Arbi[164] Date sujette à modification
- 2026 : Ketticè de Giovanni Tortorici[165] Date sujette à modification

#### Courts métrages
- 1998 : Compromis de Sébastien Sort : Monique, la jeune première
- 2001 : Dear Father d'Olivier Megaton : Elle
- 2007 : Heartango de Gabriele Muccino : la femme avec plusieurs émotions
- 2009 : Omaggio a Roma de Franco Zeffirelli : Tosca

#### Films d'animation
- 2003 : Sinbad : La Légende des sept mers (Sinbad: Legend of the Seven Seas) de Tim Johnson : Lady Marina (version française)
- 2005 : Robots de Chris Wedge et Carlos Saldanha : Cappy (version française)

### Actrice de télévision

#### Téléfilms
- 1990 : Vita coi figli de Dino Risi : Elda
- 1995 : La Bible : Joseph (Joseph) de Roger Young : la femme du Pharaon
- 1996 : La Légende d'Aliséa (Sorellina e il principe del sogno) de Lamberto Bava : Princesse
- 2010 : Rose, c'est Paris de Serge Bramly et Bettina Rheims : l'esprit de gala

#### Séries télévisées
- 2011 : Platane d'Éric Judor : elle-même
- 2016 : Mozart in the Jungle : Alessandra (saison 3, 6 épisodes)
- 2017 : Twin Peaks: The Return de David Lynch : elle-même (saison 3, épisode 14)
- 2018 : Il miracolo : la Madone (épisode 7 Mea culpa)
- 2018 : Dix pour cent : elle-même (saison 3, épisodes 2 Monica et 6 ASK de Marc Fitoussi)
- 2021 : L'Amour flou de Romane Bohringer : Valeria, la petite amie de Philippe Rebbot
- 2024 : Ça, c'est Paris ! de Marc Fitoussi (mini-série) : elle-même

### Actrice de jeux vidéo
- 2003 : Enter the Matrix : Persephone
- 2004 : Prince of Persia : L'Âme du guerrier : Kaileena
- 2005 : The Matrix Online : Perséphone

## Théâtre
- 2019-2020 : Maria Callas, Lettres & mémoires, monté et mis en scène par Tom Volf, Théâtre Marigny, Théâtre des Bouffes-Parisiens, Paris [97]
- 2022 : Maria Callas, Lettres & mémoires, version symphonique monté et mis en scène par Tom Volf, Théâtre du Châtelet, Paris[97]

## Distinctions

### Récompenses
- Festival du film de Taormine 2003 : meilleure actrice dans un second rôle pour Souviens-toi de moi
- Festival international du film de Saint-Sébastien 2017 : Prix Donostia
- 23e cérémonie des Lumières 2018 : Lumière d'honneur pour l'ensemble de sa carrière
- 10e cérémonie des Magritte du cinéma : Magritte d'honneur pour l’ensemble de sa carrière
- 66e cérémonie des David di Donatello : David Speciale pour l’ensemble de sa carrière

### Nominations
- 22e cérémonie des César 1997 : meilleure espoir féminin dans L'Appartement
- 48e cérémonie des David di Donatello 2003 : meilleure actrice dans un second rôle dans Souviens-toi de moi
- Festival du film de Taormine 2005 : meilleure actrice dans un second rôle dans La Passion du Christ
- Festival du film de Taormine 2007 : meilleure actrice dans un second rôle dans Napoléon (et moi)

### Décoration
- Chevalière de la Légion d'honneur[166], le 24 novembre 2016.